# Vol d'enfer (film, 2007)
Pour les articles homonymes, voir Vol d'enfer.
Pour plus de détails, voir Fiche technique et Distribution.
Vol d'enfer (Flight of Fury) est un film américain réalisé par Michael Keusch en 2007.

## Synopsis
John Sands, déserteur et ancien agent secret de l'US Air Force, est obligé d'accepter un dernier travail pour pouvoir enfin être libre de toutes obligations envers l'Oncle Sam. Sa mission, retrouver le X-77, un avion F-117 modifié tombé aux mains d'un groupe terroriste se cachant dans le nord de l'Afghanistan.

## Fiche technique
- Titre original : Flight to Fury
- Titre français : Vol d'enfer
- Titre québécois : Fureur en plein vol
- Réalisation : Michael Keusch
- Scénario : Steven Seagal et Joe Halpin
- Photographie : Geoffrey Hall
- Décors : Christian Corvin
- Montage : Jonathan Braylay
- Costumes : Howard Burden
- Production : Pierre Spengler
- Genre : action
- Durée : 98 minutes (1 h 38)
- Date de sortie :
  - États-Unis : 20 février 2007

## Distribution
- Steven Seagal (VF : Jean-François Aupied) : John Sands
- Steve Toussaint : Ratcher
- Angus MacInnes : général Barnes
- Mark Bazeley : Jannick
- Ciera Payton : Jessica
- Alki David (en) : Rojar
- Tim Woodward (en) : amiral Pendleton
- Vincenzo Nicoli : Stone
- Katie Jones : Eliana
- Bart Sidles : capitaine « Fox » Hinkle